# Aschiphasma piceum
Aschiphasma piceum är en insektsart som beskrevs av Ludwig Redtenbacher 1906. Aschiphasma piceum ingår i släktet Aschiphasma och familjen Aschiphasmatidae. Inga underarter finns listade i Catalogue of Life.